# Asiatosaurus
 Asiatosaurus (“lagarto de Asia”) es un género representado por dos especies de dinosaurios sauropodomorfos saurópodos, que vivió a mediados del Cretácico, hace aproximadamente entre 110 y 100 millones de años, en el Aptiense y Albiense. Sus fósiles se encontraron en lo que hoy es Mongolia, en la Formación Khukhtekskaya que fue llamado Asiatosaurus mongolensis y en China en la Formación Napai, nombrado como Asiatosaurus kwangshiensis. Conocidos solo por dientes similares a los del Camarasaurus, es poco lo que se sabe de él, es considerado como un pariente de Euhelopus. La especie tipo, A. mongoliensis, fue descrito por Osborn, en 1924. A. kwangshiensis fue descrito por Hou, Yeh y Zhao, en 1975. Ambos son considerados dudosos y considerados como sinónimo más antiguo de Chiayusaurus. Este saurópodo alcanzaba los 20 metros de longitud y hasta 13 toneladas de peso.